# HMS E23
HMS E23 – brytyjski okręt podwodny typu E. Zbudowany w latach 1914–1915 w Vickers, Barrow-in-Furness. Okręt został wodowany 18 września 1915 roku i rozpoczął służbę w Royal Navy 6 grudnia 1915. Dowódcą jednostki został Lt. Cdr. R. Turner. Okręt został przydzielony do Ósmej Flotylli Okrętów Podwodnych (8th Submarine Flotilla) stacjonującej w Harwich.
19 sierpnia 1916 roku E23 zaatakował i uszkodził niemiecki drednot SMS „Westfalen” (20000 ton), który został wyłączony z walk na Bałtyku do początku października 1916 roku.
Po zakończeniu wojny, 6 września 1922 roku, okręt został sprzedany w Sunderland.